# Ernest Scott
Ernest Nathanial Scott III (Marietta, 28 agosto 1982) è un ex cestista e allenatore di pallacanestro statunitense naturalizzato antiguo-barbudano, professionista nella NBDL e in Europa.

## Palmarès
- All-WBA First Team (2005)
- Campione NBDL (2010)